# Final Fantasy XIII-2
Final Fantasy XIII-2 (ファイナルファンタジーXIII-2, Fainaru Fantajī Sātīn Tsū) est un jeu vidéo de rôle japonais développé et édité par Square Enix en décembre 2011 au Japon et début 2012 dans le reste du monde sur les supports Xbox 360 et PlayStation 3.
Cette nouvelle aventure est une suite aux événements qui se sont tenus dans Final Fantasy XIII. À noter : le livre Final Fantasy XIII Episode I constitue une transition entre les deux épisodes.

## Trame

### Personnages
Personnages jouables
- Lightning (ライトニング, Raitoningu?) : Héroïne principale du Final Fantasy XIII, on la retrouve dans cette suite directe. Elle a été choisie par la déesse Etro pour être gardienne d'un lieu mystérieux, Valhalla, avec pour mission de protéger le futur. Il semblerait qu'elle ait déjà échoué une fois et requiert de l'assistance.
- Serah Farron (セラ, Sera?) : La jeune sœur de Lightning est intimement convaincue que sa sœur est vivante quelque part et part à sa recherche avec le soutien de Noel.
- Noel Kreiss (ノエル, Noeru?) : Mystérieux personnage venant du futur, duquel il est le seul survivant à la suite de la fin du monde. Il dit avoir déjà rencontré Lightning et semble lié à Caïus. Il apporte avec lui la possibilité d'utiliser des épées bâtardes ainsi que des fouets ou encore des poignards qui respectivement permettront d'accroître la vitesse d'attaque, de « punir » les créatures venant de « L’Au-delà » et enfin de dépecer certaines créatures disséminées dans le monde de Final Fantasy XIII-2.
- Mog (モーグリ, Mōguri?) : Ce Mog vient de Valhalla et a été confié à Noel par Lightning pour que celui-ci le transmette à Serah. Celui-ci est considéré non seulement comme un porte-bonheur, mais surtout comme une arme. En effet, la créature a la capacité de se transformer en arc ou épée comme il le souhaite, permettant à Serah de se battre.

Personnages non jouables
- Gadot, Maqui, Yuj et Lebreau, les membres de l'équipe NORA, sont désormais chargés de la sécurité du village de Néo-Bodhum en l'absence de Snow.
- Alyssa Zaidelle (アリサ, Arisa?) : Cette jeune femme blonde est membre de l'Académie, tout comme Hope.
- Paddra Nsu-Yeul (パヅラ ンス ユル, Padura nsu yuru?) : Mystérieuse jeune fille qui voyagerait avec Caïus.

Antagonistes
- Caïus Ballad (カイアス, Kaiasu?) : Mystérieux personnage qui poursuit Lightning, Noel et Serah car ils bouleversent le bon écoulement du temps. Il est si puissant qu'il est dit immortel, et est même capable de rivaliser avec Lightning, qui détient pourtant des pouvoirs divins.

Personnages invités
- Hope Estheim (ホープ・エストハイム, Hōpu Esutohaimu?) : Hope est à la tête d'une organisation nommée l'Académie, dont l'objectif est de trouver de nouvelles sources d'énergie à la suite de la disparition des Fal'cie. Pour ce faire, il explore l'Histoire. Néanmoins, il nourrit une autre ambition depuis la disparition de Vanille, Fang et de sa mère.
- Snow Villiers (スノウ・ヴィリアース, Sunō Viriāsu?) : Le fiancé de Serah, pourtant convaincu de la mort de Lightning, part tout de même à sa recherche et jure de ne revenir qu'une fois qu'il l'aura retrouvée. Il possède toujours le tempérament altruiste et fougueux qui a séduit Serah.
- Sazh Katzroy (サッズ・カッツロイ, Sazzu Kattsuroi?) (?): Il est parti de la ville de Cocoon avec son fils Dajh, pour vivre dans une meilleure ville avec lui, ils furent séparés dans un espace temps de la ville de Fortuna. Sazh retrouve enfin Dajh et décide de sauver à nouveau Cocoon, il fait monter Serah et Noel à bord de son vaisseau ils décident tous ensemble de vaincre Caius.

### Synopsis
Trois ans après que Lightning et ses alliés ont sauvé Cocoon, les survivants ont décidé de reprendre les choses à zéro en reconstruisant Gran Pulse. Le début de cette nouvelle ère débute à la fin de Cocoon, en 0 AC (après la Chute). À cette période, Lightning est introuvable, et beaucoup croient qu'elle n'est jamais revenue de Cocoon, à l'instar de Fang et Vanille qui s'étaient sacrifiées afin de créer un gigantesque pilier de cristal soutenant Cocoon. Au contraire, sa jeune sœur Serah, en stase cristalline pendant la majeure partie du scénario de Final Fantasy XIII, vit dans la ville de Néo-Bodhum et est convaincue que Lightning est encore en vie, quelque part. Le village est alors soudainement assiégé par des monstres, mais un homme mystérieux appelé Noel apparait et sauve Serah. Ensemble, ils décident de partir à la recherche de Lightning, bloquée dans le monde de la déesse Etro, Valhalla. Ils devront traverser le cœur de l'histoire pour parcourir le monde où se produisent des paradoxes temporels.
Serah découvre ainsi le futur de Cocoon et Pulse, envahi par les paradoxes temporels et les anomalies qu'elle résout avec l'aide de Noel. Elle retrouve Hope Estheim et son second Alyssa sur Pulse en 10 AC, devenu le leader de l'Académie, une institution militaire qui étudie les paradoxes et les enregistrements de prophéties laissés par les prophétesses de Paddra, supposées disparues. Ces enregistrements montrent notamment Lightning au Valhalla, ainsi que la cité de Paddra obscurcie par une éclipse. En parcourant l'espace et le temps, Noel et Serah affrontent Caius Ballad, le gardien de la prophétesse Yeul, et ces deux-ci leur apprennent qu'en résolvant des paradoxes, ils altèrent l'histoire. Ainsi, quand ils retournent voir Hope dans cette nouvelle continuité (notée 1X AC), les enregistrements ont changé, montrant dès lors Lightning combattre Caius, ainsi que l'effondrement du pilier de cristal retenant Cocoon, qui chute sur Pulse. Noel révèle que ces événements devraient prendre place en 400 AC, provoquant la fin de toute vie à son époque, avant de laisser Hope et Alyssa. Il avoue après à Serah qu'il est également perturbé par sa rencontre avec Yeul, qu'il a connu à son époque (en 700 AC) mais la Yeul qu'il vient de voir ne le connaissait pas.
En 300 AC, sur Cocoon, Noel et Serah retrouvent Snow, le fiancé de Serah qui avait disparu après être parti à la recherche de Lightning. Snow a découvert l'une des causes de l'effondrement du pilier : un monstre gigantesque engendré par un paradoxe qui sécrète un acide qui dissout le pilier. Ils parviennent à résoudre le paradoxe, repoussant par la même occasion la chute du pilier de 100 ans, mais provoquant la disparition de Snow vers une autre époque. Ensuite, les voyageurs arrivent dans la cité d'Academia sur Cocoon en 400 AC, où l'intelligence artificielle qui régit la ville les attaque, les considérant comme une anomalie temporelle car ils sont censés être morts en 200 AC dans la tour Augusta. En ce lieu et cette époque, Noel et Serah découvrent que Hope avait lancé la construction d'un fal'Cie artificiel, Adam, afin de conserver Cocoon en lévitation près de Pulse, mais Adam a subi un paradoxe, s'est rebellé et a tué tous les membres de l'Académie, dont Hope et Alyssa. Noel et Serah affrontent l'intelligence artificielle, dans un combat que Hope voit à travers une prophétie en 1X AC. Décidant alors d'annuler la construction d'Adam, une nouvelle Academia est engendrée en 4XX AC, où Hope et Alyssa, après avoir vécu en stase, sont toujours en vie. Leur nouveau plan est désormais de créer une nouvelle Cocoon pour y accueillir l'humanité en 500 AC, abandonnant ainsi l'idée d'empêcher la chute de Cocoon sur Pulse. Noel et Serah décident de se rendre donc à Academia 100 ans plus tard.
En chemin, Caius les capture et les condamne à errer dans une illusion de l'Abîme du temps. Serah y retrouve Yeul, qui lui explique son véritable rôle : Yeul est la prophétesse de Paddra, condamnée à une perpétuelle réincarnation au cours de l'histoire, et son gardien immortel est Caius. Lorsqu'Etro a choisi de libérer Lightning, Serah et les autres de leur stase cristalline, elle a modifié le destin de Yeul : elle est dès lors capable de voir toutes les altérations temporelles, chaque changement provoque cependant sa mort. C'est pour briser ce cycle que Caius s'est lancé un objectif fou : libérer le chaos gardé par la déesse Etro dans le Valhalla pour détruire le temps. Serah, qui a aussi la capacité de voir ces changements temporels, est également une prophétesse et risque ainsi la mort à chaque fois qu'elle change le futur. Elle demeure néanmoins résolue à changer le futur et part libérer Noel, coincé en 700 AC où il est le dernier humain en vie après la mort de la dernière Yeul et le départ de Caius pour Valhalla. Avec lui, elle part en 500 AC à Academia, où Caius va tenter de provoquer la destruction des deux Cocoons. Le combat se termine au Valhalla, où Caius révèle qu'il est trop tard : Lightning est morte depuis longtemps et sa propre mort, inéluctable, va entraîner la mort d'Etro. En effet, de retour à Academia en 500 AC, Serah meurt devant Hope et Noel, après une nouvelle vision du changement du futur, et le chaos apparait dans le ciel sous la forme d'un nuage noir qui vient détruire le temps.

## Système de jeu

### L'équipe
Final Fantasy XIII-2 est un jeu vidéo de rôle, mettant en scène une équipe composée de trois personnages. Durant l'intégralité du jeu, elle est composée de Serah Farron, de Noël Kreiss, le troisième membre de l'équipe étant un monstre capturé au préalable, appelé « Familier », dont les capacités viennent en soutien. À de rares occasions dans le jeu, l'équipe est amoindrie et seuls Serah et un Familier composent l'équipe. Toutefois, à l'instar de Final Fantasy XII, des personnages invités pourront se joindre aux batailles à certains moments.

### Le système de combat
Le système de combat ne se déroule pas au tour par tour, mais reprend le système de barre ATB (acronyme de Active Time Battle), laquelle est visible uniquement pour le leader de l'équipe qui, contrairement à Final Fantasy XIII, peut désormais être changé. De plus le combat n'est plus perdu si le leader meurt, c'est simplement le deuxième personnage qui prendra sa place. Pour les autres personnages de l'équipe, les actions sont contrôlées par l'IA en fonctions des « Stratégies », qui leur assignent des rôles semblables à des jobs : Attaquant (exécute des attaques physiques et magiques non-élémentaires), Ravageur (exécute des attaques physiques et magiques élémentaires), Défenseur (attire les attaques ennemies sur lui tout en renforçant la défense de l'équipe), Soigneur (utilise des sorts de magie blanche pour rendre des points de vies aux alliés), Tacticien (lance des sorts améliorant les capacités de l'équipe) ou Saboteur (lance des sorts pénalisant les adversaires). De plus, la présence de monstres dans l'équipe varie suivant ces stratégies.
Comme dans Final Fantasy XIII, les dégâts subis par les ennemis contribuent à remplir une barre de combo qui, parvenue à un certain seuil, met l'ennemi en état de Choc, qui lui fait subir des dégâts accrus. Les objets obtenus après la victoire dépendent du temps de combat par rapport au temps limite, d'un pourcentage d'initiative qui varie selon l'approche (par exemple Attaque surprise). Le total attribue une quantité de points et une note allant de 0 à 5 étoiles, les chances de recevoir des butins normaux et rares.

#### Familiers
Les Familiers qui peuvent composer l'équipe sont au nombre de 152 avec chacun un des six rôles de combattant. Ils sont capturés grâce à une capacité spéciale de Serah qui lui permet de transformer les monstres vaincus en cristaux afin de les dompter. Il est alors possible de choisir jusqu'à trois monstres qui feront partie directement de l'équipe. Chacun des trois monstres peut ensuite être sélectionné dans les stratégies de combat et se battra uniquement lorsque la « Stratégie » correspondante est choisie en combat. Il est alors possible de paramétrer quel monstre invoquer suivant la stratégie et ainsi de choisir le rôle adéquat. Par exemple, le Béhémoth est un Attaquant et le Bombo un Ravageur.

### Le Mog Clock System
Contrairement à Final Fantasy XIII, les ennemis ne sont plus directement visibles sur la carte : ils apparaissent à certains moments, ce qui donne l'impression de combats aléatoires. Toutefois les combats reprennent place dans une arène sans murs. De plus, le comportement du joueur avant le combat influence le début de l'affrontement grâce au système « Mog Clock System ». Lors de l'apparition soudaine d'ennemis, une jauge de couleur apparaît (de vert à rouge) et va déterminer les conditions de début de combat. Si le combat débute avec le curseur dans la zone verte, le joueur profite d'un bonus d'Attaque surprise. De ce fait les combattants bénéficient de l'amélioration « Célérité » et les ennemis recevront un coup automatique qui augmentent leur barre de choc d'environ un tiers. Au contraire, si le curseur atteint la fin de la zone rouge, le combat est lancé automatiquement, et il n'est plus possible de le recommencer. Ce système permet de dynamiser les affrontements et de faire davantage preuve de stratégie, le joueur pouvant choisir d'affronter les monstres sans attendre, ou tenter de fuir la zone où sont situés ceux-ci, au risque de ne pas y parvenir dans le temps imparti et de démarrer le combat dans une position plus délicate.

### Usages de Mog
Une nouveauté introduite dans cet épisode est la possibilité d'utiliser Mog qui vous accompagne afin de dénicher des trésors cachés, ou trop éloignés. Aussi, celui-ci pourra être consulté lors de phase de choix de cheminement.

### Libre choix et fins paradoxales
À plusieurs reprises dans le jeu, le joueur a la possibilité de choisir les réponses du personnage dans une conversation, ce qui en influence le cours et permet d'obtenir une récompense selon la ou les réponses choisies. Le joueur a également la possibilité de relancer une séquence afin de changer la réponse donnée et donc la récompense.
De même, certaines actions, comme affronter un boss sans avoir fait une action particulière au préalable, peuvent altérer l'histoire et entraîner une séquence de fin particulière, appelée « fin paradoxale ».

### Mini-jeux
Contrairement à son prédécesseur, Final Fantasy XIII-2 propose des mini-jeux. On retrouve, à l'image du Gold Saucer dans Final Fantasy VII, un parc d'attraction appelé Fortuna. Celui-ci n'offre dans la version CD que les célèbres courses de Chocobo, ainsi qu'un casino. Cette liste est amenée à s'agrandir avec l'arrivée de contenus téléchargeables, comme dit dans le jeu. Un autre monde, le Colisée, vu brièvement dans l'histoire principale, devient avec l'arrivée des premiers DLC une arène de combats pour des monstres et des personnages récurrents dans l'univers Final Fantasy,,.
Il existe aussi une série de quiz dans la ville de Académia, portant sur l'univers de Final Fantasy XIII et XIII-2. On trouve aussi, lors de la résolution des paradoxes temporels, des séquences à base de puzzle qui se complexifient au fur et à mesure du déroulement du jeu.

## Production
Le jeu a été dévoilé le 18 janvier 2011 par le directeur du projet, Motomu Toriyama, à l'occasion d'une conférence tenue à Tokyo par Square Enix, la Square Enix 1st Production Department Premiere. Final Fantasy XIII-2 est annoncé pour PlayStation 3 et Xbox 360.
Les premières informations relatives au contenu du jeu ont été livrées lors de l'E3 2011 et ont montré, démonstration à l'appui, que le système de jeu est une optimisation de celui du précédent volet. Le jeu est annoncé comme moins linéaire et beaucoup plus dynamique, requérant une plus grande implication du joueur.
Le 30 juin 2011, lors de la Japan Expo de Paris, trois noms de compositeurs ont été annoncés : Masashi Hamauzu, Naoshi Mizuta et Mitsuto Suzuki. Toutefois, il semble que Hamauzu demeure le compositeur principal.
Le 15 septembre 2011, lors du Tokyo Game Show, la date mondiale de sortie du jeu a été annoncée, ainsi que l'édition d'une PlayStation 3 collector et de nombreux détails tels que les chansons thèmes.
Le 18 septembre, des contenus additionnels ont été officiellement annoncés pour le jeu après sa sortie. Ils contiendraient des costumes, des armes et des mini-jeux tels qu'une course de Chocobo ou un jeu de casino.
Le 13 octobre 2011, une nouvelle bande-annonce riche en informations scénaristiques et sur le système de jeu a été dévoilée. Celle-ci a permis de faire le point sur les informations qui ont filtré au cours des dernières semaines (histoire, lancer de Mog, créatures à capturer, techniques de combat, chocobos...). Le système du Cœur de l'Histoire en action a été montré, ainsi qu'une démonstration plus précise du rendu dynamique du jeu. De nouveaux mini-jeux ont aussi été illustrés.
Le 12 novembre 2011 a été organisé un évènement communautaire Final Fantasy XIII-2 par Square Enix France. Avec deux sessions pouvant accueillir 600 personnes chacune, le public a été convié à une présentation exceptionnelle. Le producteur Yoshinori Kitase a fait le déplacement pour faire un point sur Final Fantasy XIII-2 et proposer aux fans deux démonstrations de jeu dont une inédite. La séance a aussi l'occasion d'apprendre quelques précisions sur la création artistique du jeu. À la fin un concours a eu lieu pour remporter une lithographie d'une image promotionnelle. Comme lot de consolation, chacun est reparti avec des stickers et un carton souvenir spécialement conçu pour l'évènement.
Équipe de développement
- Réalisateur : Motomu Toriyama
- Design des personnages principaux : Tetsuya Nomura
- Directeur artistique : Isamu Kamikokuryo
- Réalisateur des cinématiques : Takeshi Nozue
- Producteur : Yoshinori Kitase[14]
- Compositeurs : Masashi Hamauzu, Naoshi Mizuta, Mitsuto Suzuki

## Musique
La bande originale du jeu a été composée par Masashi Hamauzu, déjà compositeur des musiques du premier jeu, rejoint par Mitsuto Suzuki et Naoshi Mizuta, par souci d'originalité dans la création des nouveaux thèmes musicaux mais également afin de fournir les musiques dans les délais.
| 1.  | FINAL FANTASY XIII-2 Overture     | Masashi Hamauzu |                                           |  |
| 2.  | Warrior Goddess                   | Masashi Hamauzu |                                           |  |
| 3.  | FINAL FANTASY XIII-2 -Wishes-     | Masashi Hamauzu |                                           |  |
| 4.  | Etro's Champion                   | Masashi Hamauzu | Arrangements : M. Hamauzu et Ryô Yamazaki |  |
| 5.  | Eternal War                       | Masashi Hamauzu |                                           |  |
| 6.  | Divine Conflict                   | Masashi Hamauzu | Arrangements : M. Hamauzu et Ryô Yamazaki |  |
| 7.  | An Arrow Through Time             | Masashi Hamauzu |                                           |  |
| 8.  | Paradox                           | Naoshi Mizuta   |                                           |  |
| 9.  | Giant's Fist                      | Naoshi Mizuta   |                                           |  |
| 10. | A World Without Cocoon            | Masashi Hamauzu |                                           |  |
| 11. | Full Speed Ahead                  | Naoshi Mizuta   |                                           |  |
| 12. | Noel's Theme                      | Naoshi Mizuta   | Interprète : KOKIA                        |  |
| 13. | New Bodhum                        | Mitsuto Suzuki  | Interprète : ORIGA                        |  |
| 14. | New Bodhum -Aggressive Mix-       | Mitsuto Suzuki  | Interprète : ORIGA                        |  |
| 15. | Paradigm Shift                    | Naoshi Mizuta   |                                           |  |
| 16. | Glory's Fanfare                   | Mitsuto Suzuki  |                                           |  |
| 17. | Groovy Chocobo                    | Mitsuto Suzuki  | Musique originale : Nobuo Uematsu         |  |
| 18. | FINAL FANTASY XIII-2 -The Future- | Masashi Hamauzu |                                           |  |
| 19. | Historia Crux                     | Mitsuto Suzuki  | Interprète : ORIGA                        |  |
| 20. | Worlds Collide                    | Naoshi Mizuta   | Interprète : David Whitaker               |  |

| 1.  | Unseen Intruder                   | Naoshi Mizuta   | Interprète : Aimee Blackschleger               |  |
| 2.  | Unseen Intruder -Aggressive Mix-  | Naoshi Mizuta   | Interprète : Aimee Blackschleger               |  |
| 3.  | The Last Hunter                   | Naoshi Mizuta   |                                                |  |
| 4.  | Blessed Fanfare                   | Mitsuto Suzuki  |                                                |  |
| 5.  | The Story So Far...               | Naoshi Mizuta   |                                                |  |
| 6.  | Missing Link                      | Mitsuto Suzuki  | Interprète : ORIGA                             |  |
| 7.  | Memories for the Future           | Naoshi Mizuta   | Interprète : KOKIA                             |  |
| 8.  | Eclipse                           | Mitsuto Suzuki  | Interprète : Michiyo Honda                     |  |
| 9.  | Eclipse -Aggressive Mix-          | Mitsuto Suzuki  | Interprète : Michiyo Honda                     |  |
| 10. | Hope's Theme -Tomorrow's Dream-   | Masashi Hamauzu |                                                |  |
| 11. | Song of the Farseers              | Naoshi Mizuta   | Interprète : Joelle                            |  |
| 12. | Village and Void                  | Naoshi Mizuta   | Interprète : Joelle                            |  |
| 13. | Village and Void -Aggressive Mix- | Mitsuto Suzuki  | Interprète : Joelle                            |  |
| 14. | Temporal Rift                     | Mitsuto Suzuki  |                                                |  |
| 15. | Oracle Drive                      | Naoshi Mizuta   |                                                |  |
| 16. | Caius's Theme                     | Naoshi Mizuta   | Arrangements : Naoshi Mizuta et Sachiko Miyano |  |
| 17. | Eyes of Etro                      | Naoshi Mizuta   |                                                |  |
| 18. | Parallel Worlds                   | Mitsuto Suzuki  | Interprète : ORIGA                             |  |
| 19. | Parallel Worlds -Aggressive Mix-  | Mitsuto Suzuki  | Interprète : ORIGA                             |  |

| 1.  | The Void Beyond                            | Mitsuto Suzuki  | Arrangements : Mitsuto Suzuki et Masashi Hamauzu |  |
| 2.  | Oathbrand                                  | Naoshi Mizuta   |                                                  |  |
| 3.  | Limit Break!                               | Mitsuto Suzuki  | Interprète : Shootie HG                          |  |
| 4.  | Starting Over                              | Naoshi Mizuta   | Interprète : Joelle                              |  |
| 5.  | Starting Over -Aggressive Mix-             | Naoshi Mizuta   | Interprète : Joelle                              |  |
| 6.  | Mischievous Mog's Marvelous Plan with Flan | Naoshi Mizuta   |                                                  |  |
| 7.  | Plains of Eternity                         | Naoshi Mizuta   | Interprète : Joelle                              |  |
| 8.  | Plains of Eternity -Aggressive Mix-        | Naoshi Mizuta   |                                                  |  |
| 9.  | Serendipity                                | Naoshi Mizuta   |                                                  |  |
| 10. | Chocobo Rodeo                              | Kengo Tokusashi | Musique originale : Nobuo Uematsu                |  |
| 11. | All or Nothing                             | Naoshi Mizuta   |                                                  |  |
| 12. | Threat Level Omega                         | Naoshi Mizuta   |                                                  |  |
| 13. | Chaotic Guardian                           | Naoshi Mizuta   | Arrangements : Sachiko Miyano                    |  |
| 14. | Yeul's Theme                               | Naoshi Mizuta   | Interprète : Joelle                              |  |
| 15. | Feral Link                                 | Naoshi Mizuta   |                                                  |  |
| 16. | Augusta Tower                              | Mitsuto Suzuki  |                                                  |  |
| 17. | Augusta Tower -Aggressive Mix-             | Mitsuto Suzuki  |                                                  |  |
| 18. | Academia                                   | Masashi Hamauzu | Arrangements : Masashi Hamauzu et Ryô Yamazaki   |  |
| 19. | Academia Theme                             | Masashi Hamauzu |                                                  |  |

| 1.  | A Fading Miracle                       | Masashi Hamauzu                 |                                                  |  |
| 2.  | Crazy Chocobo                          | Shootie HG                      | Musique originale : Nobuo Uematsu                |  |
| 3.  | Shadow of Valhalla                     | Mitsuto Suzuki                  |                                                  |  |
| 4.  | Countless Partings                     | Naoshi Mizuta                   |                                                  |  |
| 5.  | Hollow Seclusion -Game Over-           | Mitsuto Suzuki                  |                                                  |  |
| 6.  | Serah's Theme -Memories-               | Masashi Hamauzu                 | Interprète : Frances Maya                        |  |
| 7.  | Noel's Theme -Final Journey-           | Naoshi Mizuta                   | Interprète : KOKIA                               |  |
| 8.  | Lightning's Theme -Unprotected Future- | Masashi Hamauzu                 | Arrangements : Mitsuto Suzuki et Masashi Hamauzu |  |
| 9.  | Etro's Gate                            | Masashi Hamauzu                 |                                                  |  |
| 10. | Tears of the Goddess                   | Masashi Hamauzu                 |                                                  |  |
| 11. | Labyrinth of Chaos                     | Naoshi Mizuta                   |                                                  |  |
| 12. | Time's Master                          | Naoshi Mizuta                   |                                                  |  |
| 13. | Heart of Chaos                         | Naoshi Mizuta                   | Arrangements : Yoshitaka Suzuki                  |  |
| 14. | Promise to the Future                  | Yoshitaka Suzuki, Naoshi Mizuta | Arrangements : Yoshitaka Suzuki                  |  |
| 15. | Unseen Abyss                           | Mitsuto Suzuki, Naoshi Mizuta   | Arrangements : Mitsuto Suzuki                    |  |
| 16. | Eternal Paradox                        | Yoshitaka Suzuki, Naoshi Mizuta | Arrangements : Yoshitaka Suzuki                  |  |
| 17. | World of Hope                          | Masashi Hamauzu                 |                                                  |  |
| 18. | Metashield Deployed                    | Masashi Hamauzu                 |                                                  |  |
| 19. | The Goddess is Dead                    | Masashi Hamauzu                 |                                                  |  |
| 20. | Closing Credits                        | Masashi Hamauzu, Naoshi Mizuta  | Arrangements : Sachiko Miyano                    |  |
| 21. | (Piste cachée)                         |                                 |                                                  |  |

## Accueil

### Ventes
Final Fantasy XIII-2 est d'abord sorti au Japon, où il s'est vendu à 524 217 exemplaires dans sa version PS3 selon les chiffres de Media Create ce qui correspond à des ventes très décevante par rapport à celle de Final Fantasy XIII qui avait démarré à environ 1,5 million d'exemplaires. Le titre se classe néanmoins comme la cinquième meilleure vente de l'année 2011 et comme la troisième meilleure vente de la PS3.
Aux États-Unis, il s'est vendu à environ 340 000 exemplaires pour son mois de lancement selon NPD ce qui correspond également à des ventes bien inférieures à ce qu'avaient accomplis les précédents jeux de la série. Le même mois, il se vend à 80 000 exemplaires au Royaume-Uni selon GfK dont 43 000 sur PlayStation 3 et 37 000 sur Xbox 360.

## DLC
Final Fantasy XIII-2 a été le premier Final Fantasy de la série principale à se voir doter de DLC (contenus téléchargeables). Annoncés plusieurs mois avant la sortie japonaise du jeu, on peut distinguer deux sortes de DLC : les bonus de pré-commande et la campagne à proprement parler.

### Bonus de pré-commande
En fonction du territoire, les bonus de pré-commande de Final Fantasy XIII-2 ont quelque peu varié. En Europe cependant, les joueurs ont eu le droit à un pack contenant, entre autres, une tenue pour Noel, une tenue pour Serah et le boss optionnel Omega.

### Campagne DLC
La campagne de DLC de Final Fantasy XIII-2 a commencé au Japon peu de temps après la sortie du jeu, avec le pack constituant le bonus de pré-commande de l'Europe. Mais cette campagne a réellement débuté le 7 et 8 février 2012, après que le jeu est sorti en Occident.
Le 6 et 7 mars 2012, tous les joueurs ont par ailleurs pu récupérer les DLC de pré-commande des différentes zones géographiques, afin que tout le monde soit sur un pied d'égalité à ce niveau.
Ces DLC ont été l'occasion pour les fans de retrouver et combattre certains personnages de Final Fantasy XIII, tels qu'Amodar ou Jihl, mais également d'autres figures emblématiques de la série comme Gilgamesh.
Sazh, Snow et Lightning ont eu eux le droit à des DLC scénaristiques.
Cependant, la communauté a été plutôt divisée sur le sujet : d'un côté, beaucoup de protestations peuvent être lues sur les pages officielles ou sur les sites communautaires, mais malgré tout, certains DLC de Final Fantasy XIII-2 ont été dans le Top 5 du PlayStation Network américain pour les mois de février.
- Adversaire : Lightning & Amodar : Xbox Live Arcade - 07/02/2012 pour 240 Microsoft Points ; PlayStation Network - 08/02/2012 pour 1,99 €
- Costume pour Noel : Gardien du temps : Xbox Live Arcade - 21/02/2012 pour 240 Microsoft Points ; PlayStation Network - 22/02/2012 pour 1,99 €
- Costume pour Serah : Ensemble de plage : Xbox Live Arcade - 21/02/2012 pour 240 Microsoft Points ; PlayStation Network - 22/02/2012 pour 1,99 €
- Épisode de Sazh : Pile ou Face ? : Xbox Live Arcade - 28/02/2012 pour 400 Microsoft Points ; PlayStation Network - 29/02/2012 pour 3,59 €
- Pack combattre avec style : Xbox Live Arcade - 06/03/2012 pour 640 Microsoft Points ; PlayStation Network - 07/03/2012 pour 4,99 €
- Arme pour Noel : Calamité : Xbox Live Arcade - 06/03/2012 pour 80 Microsoft Points ; PlayStation Network - 07/03/2012 pour 0,75 €
- Arme pour Noel : Murasama : Xbox Live Arcade - 06/03/2012 pour 80 Microsoft Points ; PlayStation Network - 07/03/2012 pour 0,75 €
- Arme pour Serah : Séraphin : Xbox Live Arcade - 06/03/2012 pour 80 Microsoft Points ; PlayStation Network - 07/03/2012 pour 0,75 €
- Arme pour Serah : Arc Genji : Xbox Live Arcade - 06/03/2012 pour 80 Microsoft Points ; PlayStation Network - 07/03/2012 pour 0,75 €
- Adversaire : Jilh : Xbox Live Arcade - 13/03/2012 pour 240 Microsoft Points ; PlayStation Network - 14/03/2012 pour 1,99 €
- Adversaire : Orthros et Typhon : Xbox Live Arcade - 27/03/2012 pour 320 Microsoft Points ; PlayStation Network - 28/03/2012 pour 2,99 €
- Costume pour Noel : Armure N7 : Xbox Live Arcade - 27/03/2012 pour 240 Microsoft Points ; PlayStation Network - 28/03/2012 pour 1,99 €
- Costume pour Serah : Armure N7 : Xbox Live Arcade - 27/03/2012 pour 240 Microsoft Points ; PlayStation Network - 28/03/2012 pour 1,99 €
- Adversaire : Gilgamesh : Xbox Live Arcade - 10/04/2012 pour 320 Microsoft Points ; PlayStation Network - 11/04/2012 pour 2,99 €
- Adversaire : Koyo K : Xbox Live Arcade - 10/04/2012 pour 160 Microsoft Points ; PlayStation Network - 11/04/2012 pour 1,49 €
- 16 costumes pour Mog : Xbox Live Arcade - 15/05/2012 pour 240 Microsoft Points ; PlayStation Network - 16/05/2012 pour 1,99 €
- Costume pour Noel : Mage noir : Xbox Live Arcade - 15/05/2012 pour 240 Microsoft Points ; PlayStation Network - 16/05/2012 pour 1,99 €
- Costume pour Serah : Mage blanc : Xbox Live Arcade - 15/05/2012 pour 240 Microsoft Points ; PlayStation Network - 16/05/2012 pour 1,99 €
- Épisode de Lightning : Requiem de la Déesse : Xbox Live Arcade - 15/05/2012 pour 400 Microsoft Points ; PlayStation Network - 16/05/2012 pour 3,59 €
- Épisode de Snow : L'arène de l'éternité : Xbox Live Arcade - 15/05/2012 pour 320 Microsoft Points ; PlayStation Network - 16/05/2012 pour 2,99 €

## Suite
À la sortie de Final Fantasy XIII-2 au Japon, la rumeur d'une suite a vite émergé sur les sites communautaires. En effet, le « To be continued » apparaissant à la fin des crédits a été plus que suffisant pour que les fans commencent à spéculer sur l'après du jeu. Une rumeur d'autant plus persistante que peu de temps avant la sortie de Final Fantasy XIII-2, Square Enix a enregistré le nom de domaine finalfantasyxiii-3.com. Et même si depuis, la société a affirmé que ce nom de domaine n'a été enregistré qu'à titre préventif, la fin de l'épisode de Lightning Requiem de la Déesse laisse entendre qu'une suite pourrait être développée[réf. nécessaire]. La suite, intitulée Lightning Returns: Final Fantasy XIII, a été officialisée le 1er septembre 2012. Le jeu est sorti en Europe le 14 février 2014 sur PlayStation 3 et Xbox 360.